# Jérôme Robart
Jérôme Robart (Montreuil, Francia, 27 de mayo de 1970) es un actor,  director y dramaturgo francés, más conocido por su personaje protagónico de Nicolas Le Floch en la serie policíaca francesa Nicolas Le Floch.

## Biografía
Estudió en el Conservatorio de París, desde 1993 hasta 1996. Entre sus trabajos teatrales se incluyen las obras Jiji the Lover y Eddy, F. de pute, en coproducción con el Théâtre Ouvert en París y el Centro Dramático Nacional en Burdeos.
Desde 2008, encarna al comisionado Nicolas Le Floch, un detective del siglo XVIII, en la serie de televisión Nicolas Le Floch, inspirada en las novelas de detectives del escritor Jean-François Parot.

## Filmografía

### Cine
- 1998: Places in Cities
- 1999: Jonas et Lila, à demain
- 2001: Malraux, tu m'étonnes
- 2005: Les Amants réguliers
- 2006: Selon Charlie
- 2008: La Frontière de l'aube
- 2009: Ah! La libido
- 2010: Un été brûlant

### Televisión
- 1997: Un homme
- 2001: Les Enquêtes d'Éloïse Rome
- 2004: Tout va bien c'est Noël!
- 2005: Joséphine, ange gardien
- 2005: Fargas
- 2006: Une saison Sibélius
- 2007: Les Bleus, premiers pas dans la police
- 2008 - presente: Nicolas Le Floch
- 2010: 10
- 2012: Mafiosa, le clan
- 2012: Un village français
- 2012: Médecin-chef à la Santé
- 2013: Candice Renoir
- 2014: Paris[2]